# Сейлсвілл (Огайо)
Сейлсвілл (англ. Salesville) — переписна місцевість (CDP) в США, в окрузі Гернсі штату Огайо. Населення — 123 особи (2020).

## Географія
Сейлсвілл розташований за координатами 39°58′24″ пн. ш. 81°20′13″ зх. д. / 39.97333° пн. ш. 81.33694° зх. д. (39.973426, -81.336835).  За даними Бюро перепису населення США в 2010 році переписна місцевість мала площу 0,25 км², уся площа — суходіл. В 2017 році площа становила 0,50 км², уся площа — суходіл.

## Демографія
Згідно з переписом 2010 року, у селищі мешкало 129 осіб у 50 домогосподарствах у складі 34 родин. Густота населення становила 521 особа/км².  Було 58 помешкань (234/км²).
Расовий склад населення:
| - 96,9 % — білих - 1,6 % — чорних або афроамериканців |

До двох чи більше рас належало 1,6 %. Частка іспаномовних становила 0,0 % від усіх жителів.
За віковим діапазоном населення розподілялося таким чином: 26,4 % — особи молодші 18 років, 62,0 % — особи у віці 18—64 років, 11,6 % — особи у віці 65 років та старші. Медіана віку мешканця становила 37,5 року. На 100 осіб жіночої статі у селищі припадало 98,5 чоловіків;  на 100 жінок у віці від 18 років та старших — 102,1 чоловіків також старших 18 років.
Середній дохід на одне домашнє господарство  становив 52 559 доларів США (медіана — 43 750), а середній дохід на одну сім'ю — 61 833 долари (медіана — 55 625). За межею бідності перебувало 5,7 % осіб, у тому числі 6,9 % дітей у віці до 18 років та 13,3 % осіб у віці 65 років та старших.
Цивільне працевлаштоване населення становило 58 осіб. Основні галузі зайнятості: виробництво — 29,3 %, будівництво — 17,2 %, роздрібна торгівля — 10,3 %, освіта, охорона здоров'я та соціальна допомога — 10,3 %.